# 遲日豫
遲日豫（？—？），號順元，廣寧衛人，清朝政治人物。

## 生平
順治十三年（1656年）任寧國府知府，升兩浙鹽法道。